# Philodromus maculatovittatus
Philodromus maculatovittatus es una especie de araña cangrejo del género Philodromus, familia Philodromidae. Fue descrita científicamente por Strand en 1906.

## Distribución
Esta especie se encuentra en Etiopía.